# La Venta (Mexico)

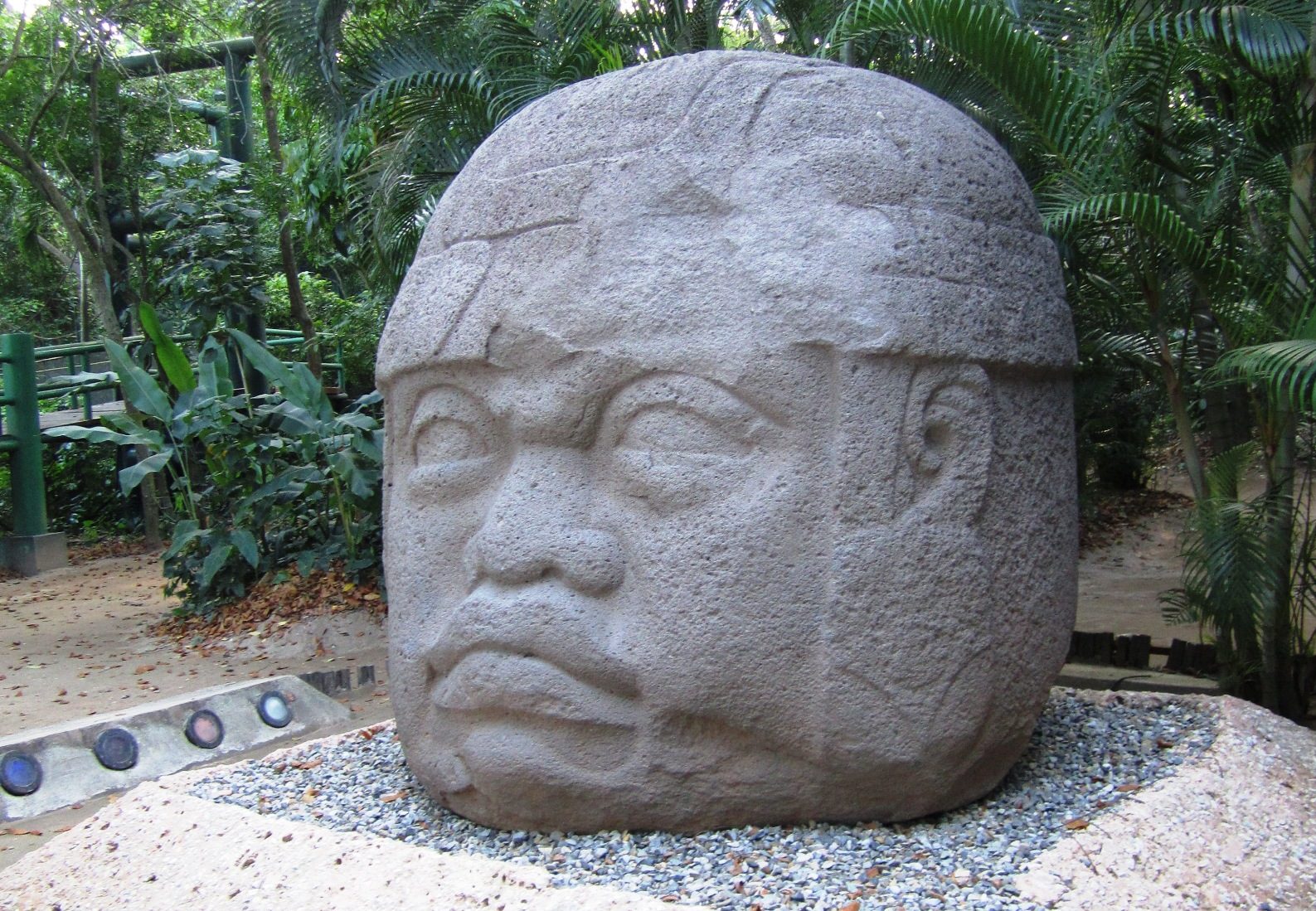
Een van de vier grote hoofden. Deze staat nu in Villahermosa

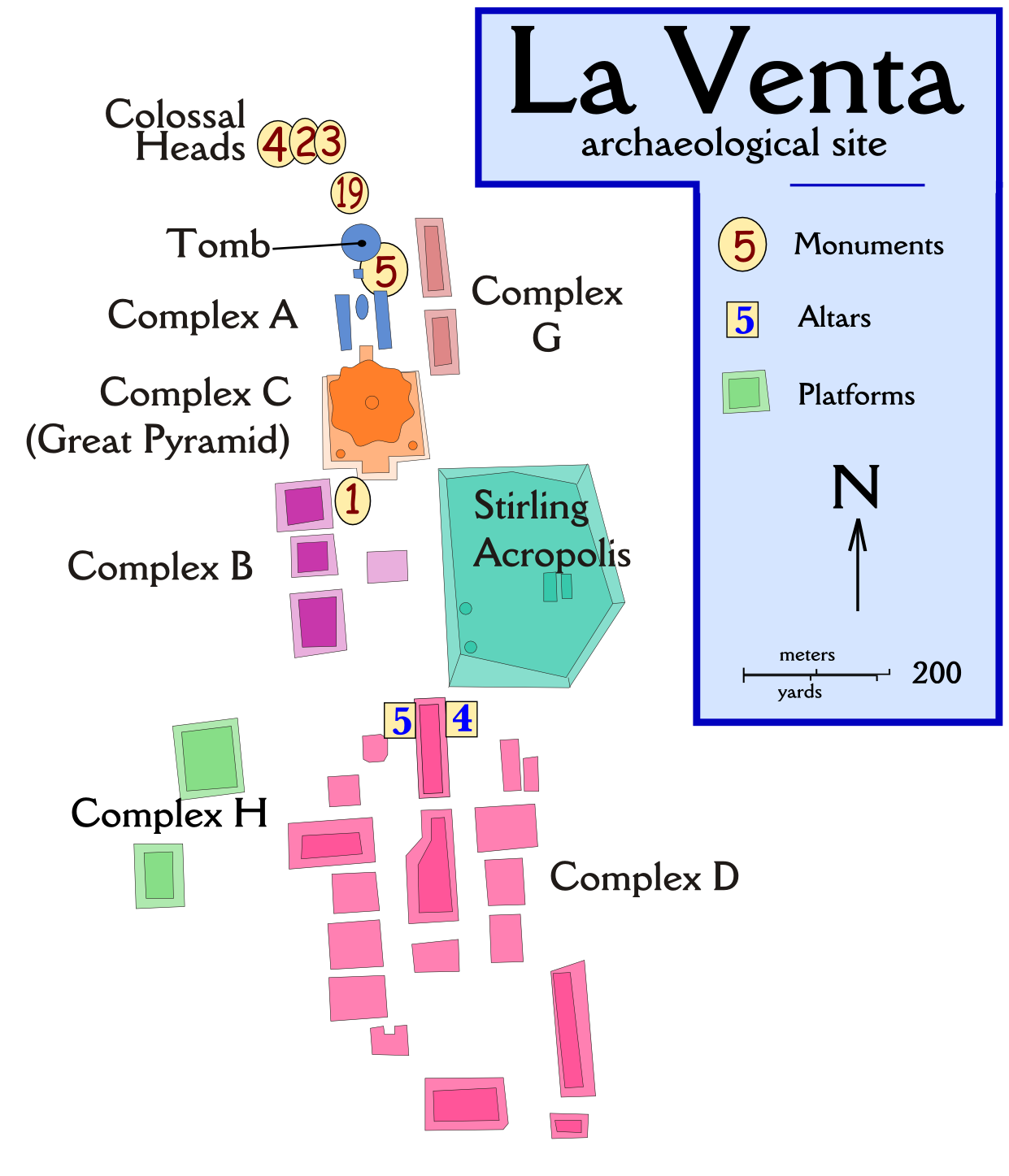
Plattegrond van de archaeologische site van 'La Venta'. Merk op hoe de site is uitgelijnd licht west - 8° west - noord. Verschillende Midden-Amerikaanse sites hebben deze uitlijning, waaronder San José Mogote.

La Venta is een archeologische vindplaats van de precolumbiaanse beschaving van de Olmeken. Deze ligt in de Mexicaanse staat Tabasco. Ooit was dit een stad met zowel een civiele als een religieuze functie. Het heeft een van de oudste piramides van het Amerikaanse continent. Deze is 33 meter hoog.
Een deel van de opgegraven beelden en altaren staat tegenwoordig in het Parque-Museo La Venta in de hoofdstad Villahermosa.